# Katholieke Kerk in Amerika

Kaart van Amerika

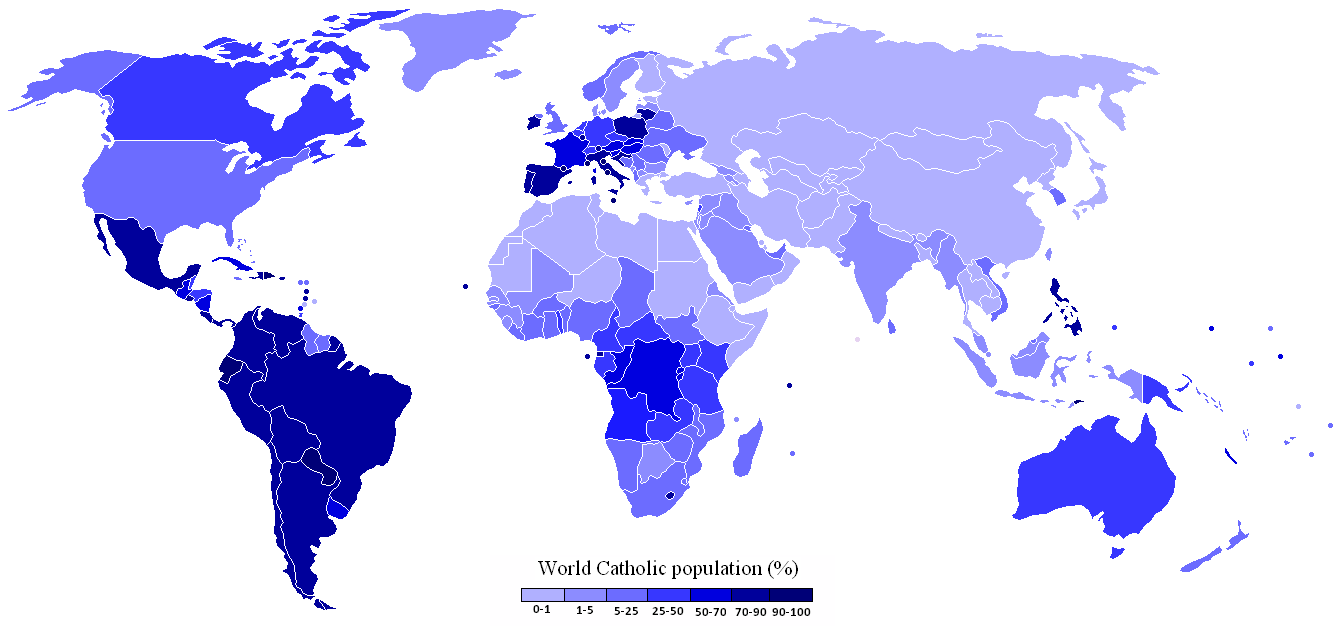
Verspreiding van het katholieke geloof in de wereld.

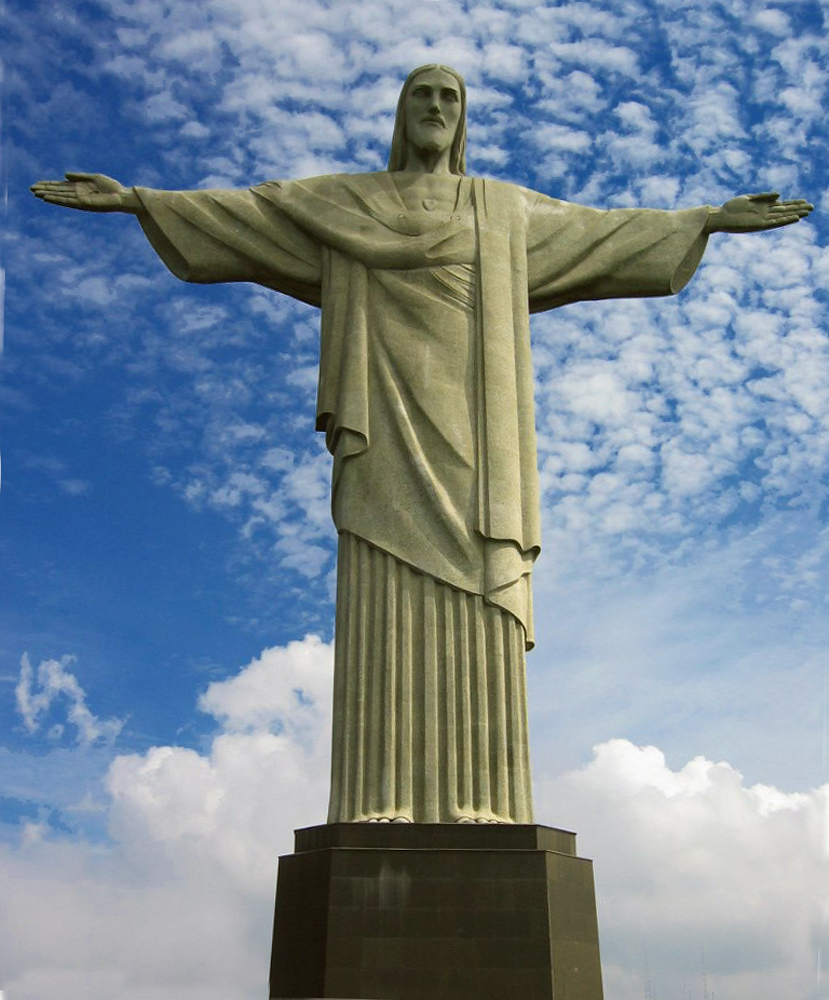
Standbeeld van Jezus op de Corcovado heuvel in Rio de Janeiro in Brazilië.

De Katholieke Kerk in Amerika is het onderdeel van de Katholieke Kerk in de verschillende landen van Amerika. In 2005 waren ongeveer 534.339.000 (62%) van de 857.783.000 inwoners van Amerika katholiek.

## Geschiedenis
De kerstening van Amerika begon met de ontdekking van het continent door Christoffel Columbus in 1492. Met de hierop volgende kolonisatie door christelijke Europese landen werd het christendom geïntroduceerd. Afhankelijk van de religie van de kolonisator werden gebieden in Amerika katholiek of protestants. Het percentage katholieken is vooral hoog in de voormalige Spaanse, Portugese en Franse koloniën. Ook in de voormalige koloniën van het Verenigd Koninkrijk is, omdat Ierland katholiek was en omdat het Verenigd Koninkrijk voormalige Franse koloniën overnam, een noemenswaardige katholieke minderheid.
In de 19e eeuw nam de katholieke populatie in de Verenigde Staten toe als gevolg van de immigratie uit katholieke Europese landen en gebieden zoals Italië, Ierland, Zuid-Duitsland en Vlaanderen.
In de 20e eeuw bleef de katholieke populatie in Noord-Amerika stabiel, terwijl de protestantse populatie in percentage afnam door secularisering. Ook in Latijns-Amerika bleef het percentage katholieken stabiel. Door sterke bevolkingsgroei in het voornamelijk katholieke Latijns-Amerika ten opzichte van Noord-Amerika nam het percentage katholieken voor het gehele continent toe.